# Anselmo Clavé

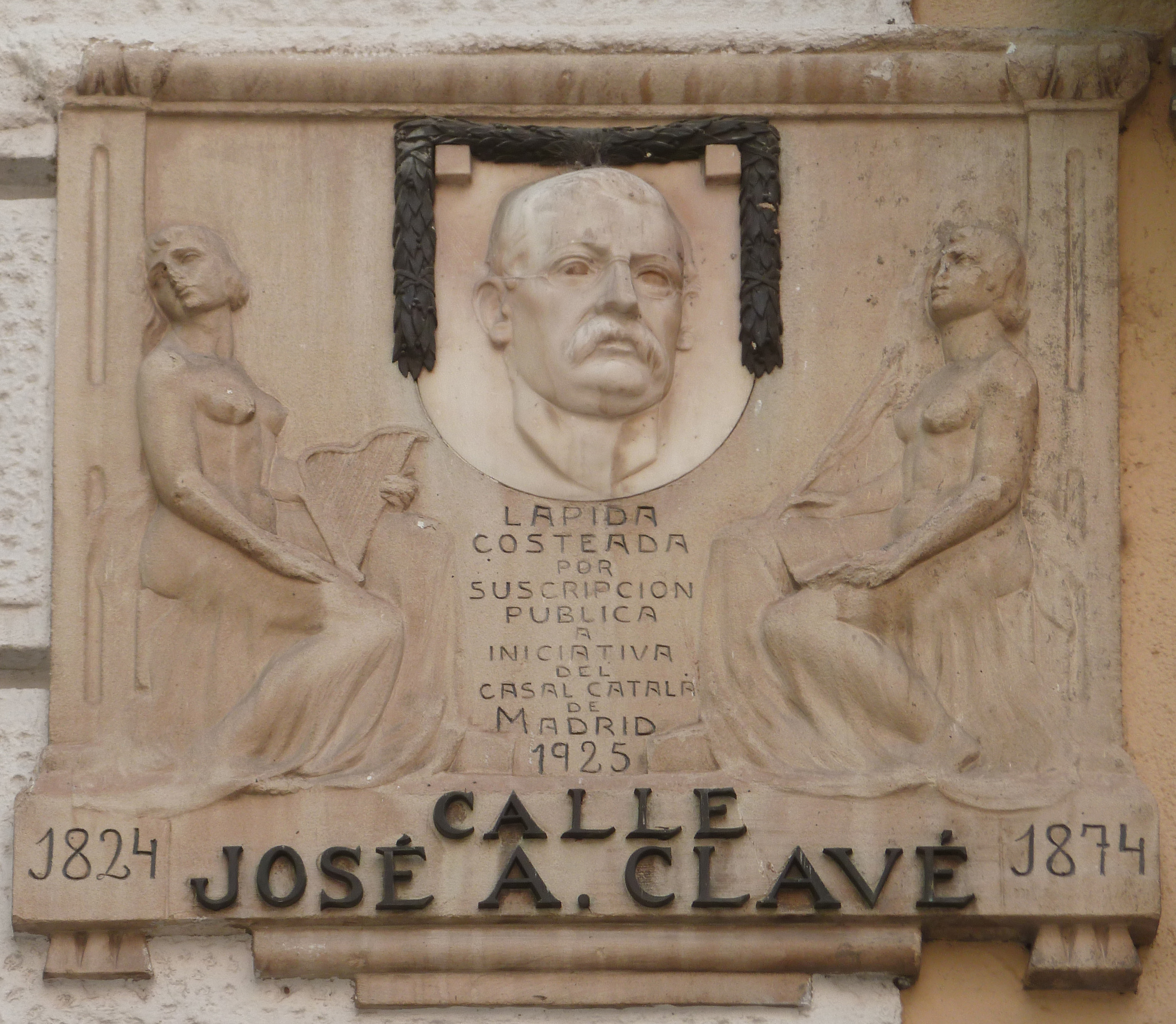
Lápida dedicada a Anselmo Clavé en Madrid, inaugurada en 1925.

José Anselmo Clavé y Camps (Barcelona, 21 de abril de 1824 - 25 de febrero de 1874) fue un poeta, político, compositor y director de música español. Fundador del movimiento coral en España e impulsor del movimiento asociativo. «Desde una temprana edad se convirtió en un activista republicano, y desde mediados de la década de 1850, comenzó a organizar un movimientos de sociedades corales, que atrajo especialmente a las clases trabajadoras y a las clases medias bajas, y escribió un número de piezas corales muy populares en catalán».

## Biografía
Nacido en el barrio barcelonés de La Ribera de un comerciante de madera. De pequeño aprendió el oficio de tornero pero lo dejó a causa de sus problemas en la vista. A partir de este momento se dedicó, de forma autodidacta, a estudiar música y poesía. Interpretaba sus propias composiciones en cafés de Barcelona acompañándose de una guitarra.
Mostró desde bien joven una filiación política de izquierdas y republicana. Se relacionó con Narciso Monturiol y Abdón Terradas, colaborando en la creación de La Fraternidad, primer diario comunista en España. Entre 1840 y 1843 participó de forma activa en las revueltas urbanas que tuvieron lugar en la ciudad de Barcelona; poco tiempo después del bombardeo de la ciudad condal por Espartero (diciembre de 1842) fue arrestado y encarcelado en la fortaleza militar de la Ciudadela.
Volvió a su actividad como músico por los cafés de Barcelona, entrando en contacto con la música de la época, comprobando que sus composiciones, inspiradas, poéticas y refinadas, tenían bastante aceptación al alejarse del talante de la música mayoritaria. Gracias a este talento fue llamado para dirigir un grupo de músicos, "La Aurora", que se dedicaban a tocar por cafés y a interpretar serenatas. Debido a la dificultad de crear un repertorio adecuado para un grupo de músicos tan heterogéneo como "La Aurora", Clavé optó por hacerlos cantar a todos, pero hacía falta conservar una textura polifónica. Así surgió la idea de crear una coral, "La Fraternidad", la primera en España (agosto de 1850), de idéntico nombre al diario. Se había creado anteriormente una sociedad cinco años antes, pero su propósito era ante todo instrumental, para dar serenatas y funciones de baile.

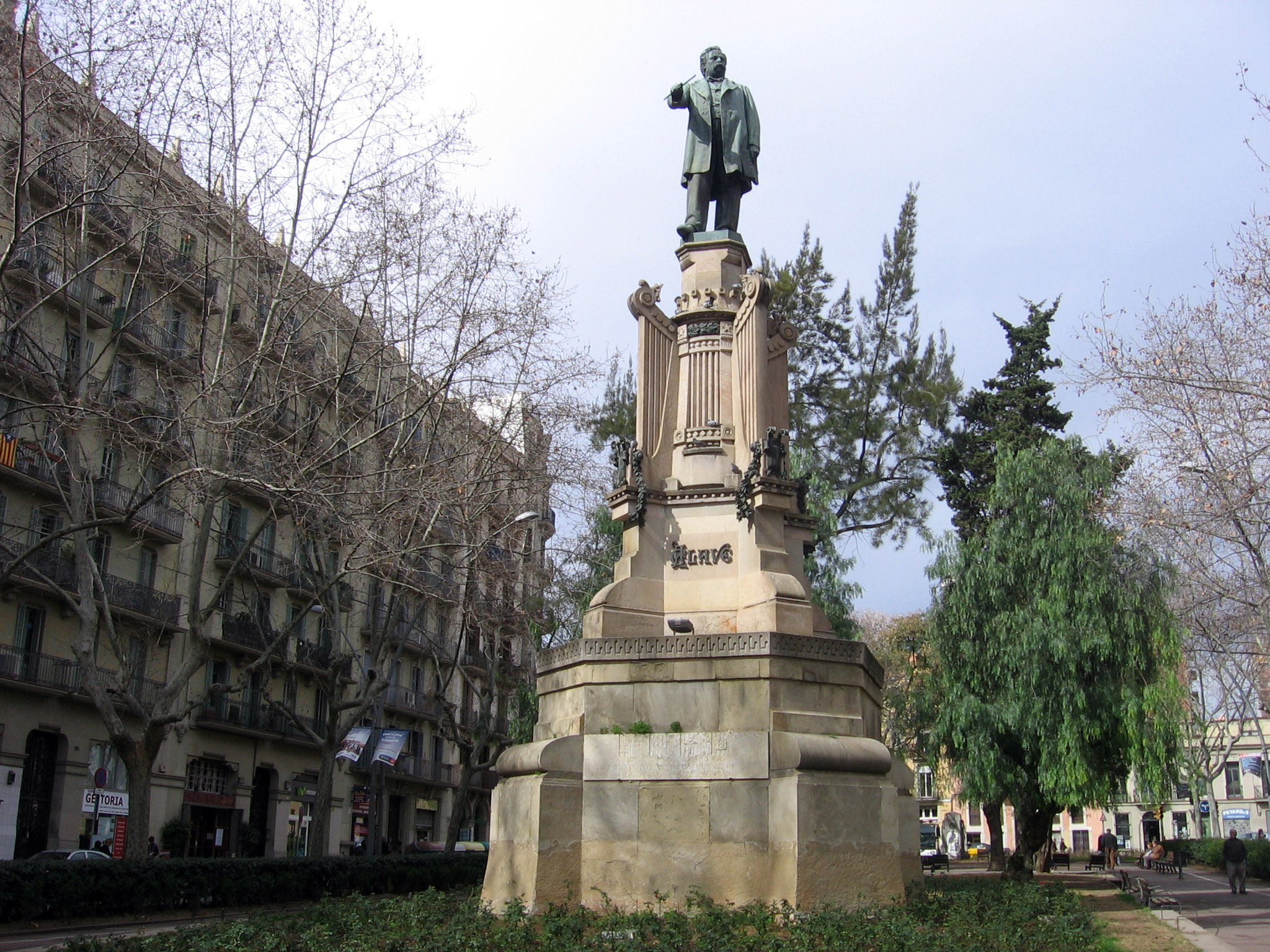
Monumento a Josep Anselm Clavé, Paseo de San Juan, Barcelona.

Mediante la coral La Fraternidad, Clavé se propuso, de acuerdo con su ideología progresista y filantrópica, el objetivo de acercar la música y la cultura a una clase trabajadora a la cual, en aquella época, se le negaba el acceso a la misma. Clavé organizó en Barcelona unas sesiones de baile denominadas "bailes fraternales", donde acudían personas de todas las clases sociales y bailaban juntas en una época en la que las actividades colectivas estaban muy segregadas por clases. La música era interpretada por el grupo coral La Fraternidad. Imitándolos empezaron a formarse en Barcelona y poblaciones vecinas grupos corales; la tendencia se expandió por toda Cataluña en pocos años. El canto coral se convirtió en una actividad propia de las clases obreras, su vía de escape a una vida dura de trabajo laboral.
En 1853 Clavé alquiló los Jardines de la Ninfa, situados en el paseo de Gracia, para realizar espectáculos de manera regular. Estos conciertos, iniciados por La Fraternidad, encontraron dura oposición de las clases altas, impidiendo seguir esta actividad ni con las sesiones de baile. Pero su éxito perduraba y se trasladó la actividad a los Campos Elíseos (también en el paseo de Gracia). Hasta 1856 esta actividad continuó y tuvo gran éxito, pero las tensiones sociopolíticas y la crisis de 1855, fueron la causa de que Clavé fuera detenido y deportado a las islas Baleares. Al ser puesto en libertad, Clavé recuperó aquello que había sido interrumpido: en 1857 organizó unos espectáculos en los Jardines de Euterpe, esta vez sin depender de ninguna empresa externa que pudiera ser clausurada. La Fraternidad pasaría a denominarse "Sociedad Coral Euterpe".
Los espectáculos y bailes populares de los Jardines de Euterpe tuvieron gran éxito, llevándose a cabo diversos conciertos en diferentes sesiones a lo largo del día. Clavé decidió editar un programa de actividades llamado Eco de Euterpe, un boletín donde figuraban todos los acontecimientos relacionados, así como fragmentos literarios y noticias. En 1860 se fundó la "Asociación Euterpense", una federación que agrupaba a los coros y les proporcionaba asesoramiento y repertorio. 

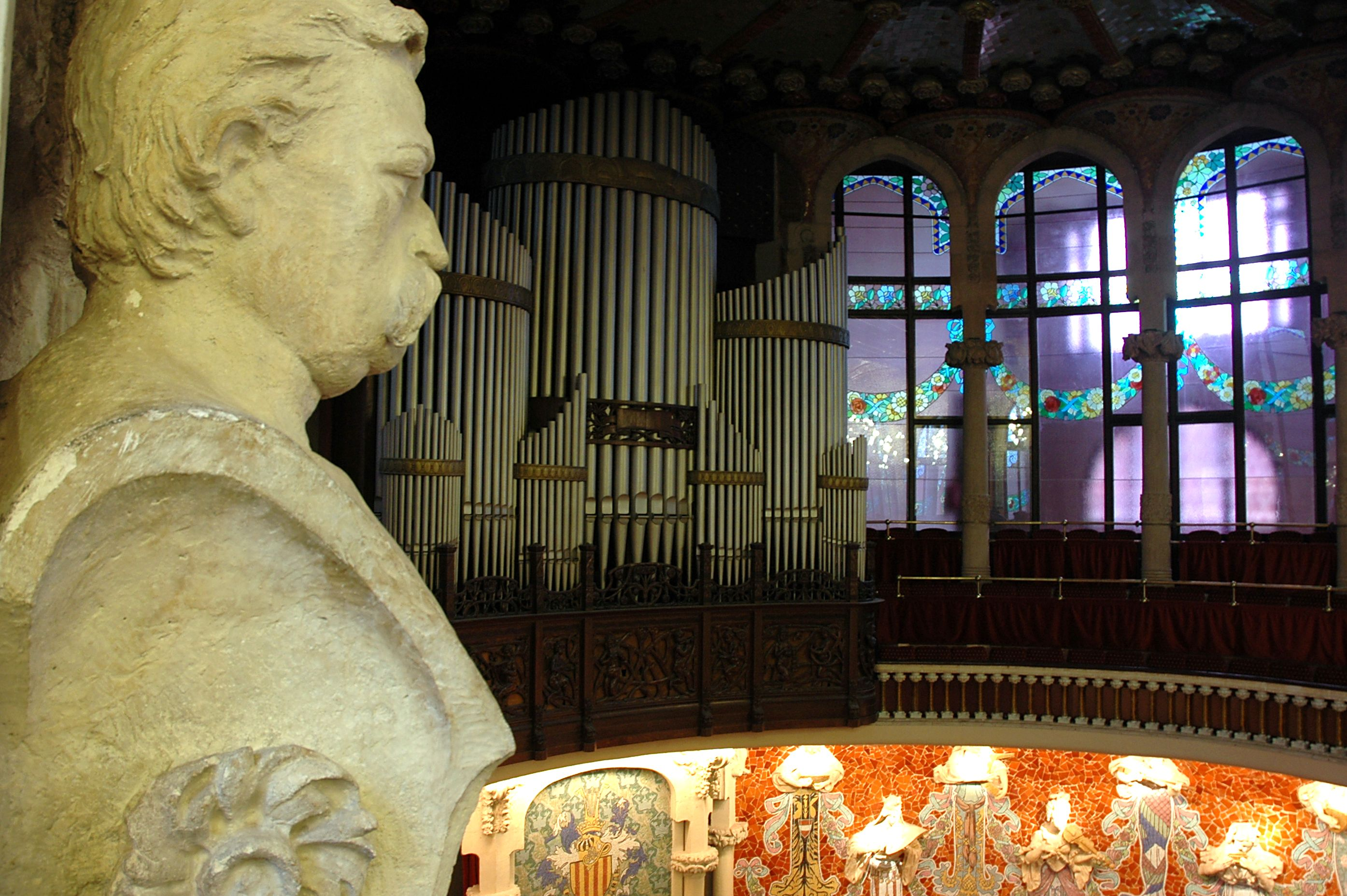
Busto de Anselmo Clavé en el Palacio de la Música Catalana.

Entre los años 1860 y 1864 las actividades artísticas de esta federación tuvieron un gran eco y agruparon miles de cantores y centenares de músicos en conciertos comunes. En este marco, Clavé hizo interpretar fragmentos corales e instrumentales de la ópera Tannhäuser a los coros euterpenses acompañados por el coro de señoras del Gran Teatro del Liceo, la primera vez que Richard Wagner era escuchado en España (16 de julio de 1862). La Asociación Euterpense publicó el periódico El Metrónomo, divulgando la actividad coral catalana.
En 1864 estrenó en Barcelona la cantata "Gloria a España" que fue interpretada por 2000 cantores y una orquesta de más de 300 profesores. Tiempo más tarde, en 1931 y con el advenimiento de la Segunda República, se solicitaría, mediante carta abierta al ministro de Instrucción Pública y Bellas Artes, que el "Gloria a España" fuese el nuevo himno español.
En 1867 Clavé fue detenido de nuevo y deportado a Madrid, pero pese a esto las actividades de los Jardines de Euterpe, de la Sociedad Coral Euterpe, los bailes, conciertos, actuaciones en las calles de la ciudad y en diferentes teatros, continuaron. A partir de 1868, a consecuencia de la Revolución de Septiembre, los coros de Clavé dejaron de ser la herramienta básica para canalizar las inquietudes republicanas para ser dirigidas primero a través del Club de los Federalistas con el Partido Republicano Democrático Federal y posteriormente por el Partido Republicano. Clavé no había abandonado nunca la actividad política, formó parte del comité redactor de La Renaixensa y ejerció varios cargos públicos. El mismo año 1868 fue miembro de la Junta Revolucionaria y fundó un semanario titulado La Vanguardia, de corta duración; al año siguiente fue vicepresidente del Pacto de Tortosa; en 1871 fue escogido diputado y nombrado presidente de la Diputación de Barcelona y en 1873, con la Primera República, gobernador civil de la provincia de Castellón y delegado del Gobierno en Tarragona. El golpe del general Pavía el 3 de enero de 1874 puso fin a la anárquica República y a todas las esperanzas democráticas depositadas en ella. Clavé volvió a Barcelona donde murió, pocas semanas después, en febrero.
Su lema fue: Progrés, virtut i amor (Progreso, virtud y amor)

## La obra de Clavé

Calle del Maestro José Anselmo Clavé en La Coruña.

La poesía de Clavé, influenciada por el Romanticismo, la expresión de los sentimientos, y en particular por el poeta populista francés Pierre-Jean de Béranger, se encuentra en la línea de las plumas de la época que adoptaron una literatura ligada al consumo popular, habitualmente de circunstancias y doctrinal.
Su obra literaria y musical estaba básicamente destinada a actividades socioculturales:
- Música de baile, pensada para ser cantada con acompañamiento instrumental: vals, polca, chotis...
- Música de concierto, coral y con poco o nulo acompañamiento instrumental, polifónica: himnos, barcarolas, pastorelas...

Hay dos caracteres bien diferentes en ambos tipos de obras. En las primeras se encuentran influencias de Verdi y un carácter extrovertido y triunfal, mientras que las obras del segundo grupo tienen un talante más intimista y recogido; tratan de temas pastorales, donde se presenta un mundo idílico y una naturaleza idealizada, a menudo con referencias mitológicas. Clavé pretendía recuperar un ideal de sociedad preindustrial, un mundo rural donde el hombre es libre y no sometido a las normas y la explotación humana del mundo industrial, con ánimo de evasión en sus letras. El mismo escenario dónde se realizaban los conciertos ya suponía una especie de oasis dentro de la ciudad, unos jardines evocadores donde podía manifestarse la fraternidad y la hermandad. 
Clavé fue un personaje importante para la música y la sociedad, en especial la catalana, por varios aspectos:
- Introdujo el mundo coral aproximando al país en consonancia con la cultura europea.
- Dio herramientas culturales a las clases obreras para adquirir una formación y una autoestima, a la vez que un sentimiento de pertenencia a un colectivo.
- Propició el movimiento asociativo, sobrepasando al mundo estrictamente coral y llegó a constituir un eje vertebrador de la sociedad catalana.
- Creó un movimiento musical: el movimiento coral.

La Biblioteca de Cataluña conserva una colección con material de José Anselmo Clavé.

## Obras
- Los xiquets de Valls (Los xiquets de Valls). Parte de la melodía de esta obra fue empleada para el que sería el himno de Cataluña alternativo a Els Segadors durante la Segunda República, el Cant del poble con letra de Josep Maria de Sagarra.
- Lo somni d’una verge (El sueño de una virgen)
- La font del roure (La fuente del roure -roble-) (1854)
- Las ninas del Ter (1854)
- A Montserrat (1855)
- Las flors de maig (Las flores de mayo) (1858)
- La queixa d'amor (1858)
- Los nets dels almugàvers (1860) (canto de guerra inspirado en la Guerra de África -1859,1860-)
- Les vespres catalanas (poema dedicado al Corpus de Sangre de 1640)
- La Bonaventura
- La nina dels ulls blaus
- Los pescadors
- Lo pom de flors (El ramo de flores)
- Gloria a España (1863)
- La Maquinista (1867)
- La Revolución (1868)
- Paco Mandria y Sacabuches
- Una Zambra en Alfarache

Como compositor de zarzuelas, Clavé fue uno de los iniciadores del género en catalán, estrenando en el Gran Teatro del Liceo, el 30 de diciembre de 1859, la zarzuela L´aplec del Remei. Posteriormente compuso L’art de la bruixeria (El arte de la brujería), con texto de Conrad Roura y Vidal Valenciano o Una Zambra en Alfarache.